# Lew Hayman
Lewis Edward Hayman, detto Lew (New York, 30 settembre 1908 – Toronto, 29 giugno 1984), è stato un allenatore di football americano, dirigente sportivo e allenatore di pallacanestro statunitense, professionista nella BAA.

## Carriera
Nel corso della stagione BAA 1946-47, mentre era general manager dei Toronto Huskies, servì come allenatore ad interim per una partita.